# 曾榮傑

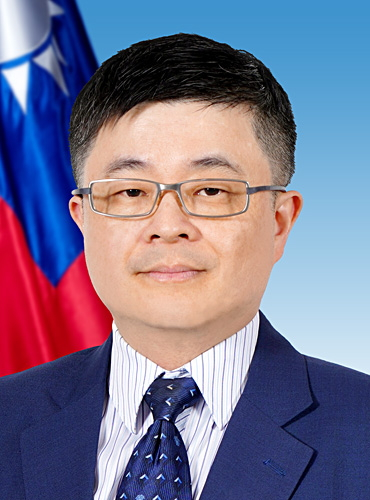
外交部刊登肖像照

曾榮傑，中華民國外交官、政府官員。

## 學歷
- 文藻外語大學專科部法文科
- 天主教輔仁大學法國語文學系
- 國立政治大學國際事務學院外交學系戰略與國際事務碩士在職專班（2011年，論文《海地震災與國際人道援助（英语：Timeline of relief efforts after the 2010 Haiti earthquake）—兼論中華民國的作法》[2]）

## 經歷
- 外交部歐洲司科員（2000年7月—2003年1月）
- 駐海地大使館三等秘書、二等秘書（2003年1月—2009年1月）
- 外交部中南美司專案小組二等秘書回部辦事、科長（2009年1月—2012年8月）[註 1]
- 駐布吉納法索大使館一等秘書、副參事、臨時代辦（2012年8月—2018年7月）[註 2]
- 外交部研究設計會副參事回部辦事（2018年7月—2020年8月）
- 外交部駐中央流行疫情指揮中心總協調（2020年1月—2020年8月）
- 駐海地大使館副參事、參事（2020年8月—2023年7月）
- 駐加拿大代表處參事（2023年7月—2025年7月）
- 外交部雲嘉南辦事處處長（2025年7月—）

| 中華民國政府職務 | 中華民國政府職務                  | 中華民國政府職務 |
| ---------------- | --------------------------------- | ---------------- |
| 前任： 蕭勝中    | 外交部雲嘉南辦事處處長 2025年7月— | 繼任： '         |